# 粟州
粟州，中国唐朝时设置的州。
贞观八年（634年）以西会州改名，治所在今甘肃省靖远县。辖境相当今祖厉河和桑园峡、黑山峡间黄河流域地。同年改名会州。